# Fort-221突擊步槍
Fort-221（Форт 221）是由烏克蘭國營兵工廠RPC Fort生產的一種犢牛式突擊步槍，為以色列製IMI TAR-21突擊步槍的授權生產版本。

## 概述
Fort-221在設計上基本與TAR-21相同，它並有一種稱為Fort-224的衍生型（仿MTAR-21），此型號除了有發射5.56×45毫米北約彈的版本以外還有發射9毫米魯格彈的衝鋒槍版本。
與TAR-21一樣，Fort-221和Fort-224也能裝上類似於ITL MARS的瞄準鏡，以及其他的瞄準具和戰術配件。

## 使用國
- 乌克兰
  - 烏克蘭武裝部隊
  - 烏克蘭內務部

## 另見
- IMI TAR-21突擊步槍
- IWI塔沃爾X95突擊步槍
- Vepr突擊步槍
- Fort-12手槍

## 外部連結
- RPC Fort官網